# Фулье, Альфред
Альфред Жюль Э́миль Фулье́ (Фуллье, Фуйе) (фр. Alfred Jules Émile Fouillée, 18 октября 1838, Ла-Пуэз, Франция — 16 июля 1912, Лион, Франция) — французский философ, объединявший идеи волюнтаризма с принципами позитивизма, сторонник органической школы в социологии, автор работ по психологии народов, сторонник буржуазного либерализма.

## Биография
Фулье провёл несколько лекций по философии, и с 1864 был профессором философии в лицеях Доуая, Монпелье и Бордо. В 1872—1879 — преподаватель философии парижской Высшей нормальной школы. Напряжение от непрерывной работы в течение следующих трёх лёт (с 1872) подорвало его здоровье и зрение, и Фулье был вынужден оставить преподавание.
Жена Фулье, которая по предыдущему браку была матерью поэта и философа Жан-Мари Гюйо, хорошо известна под псевдонимом «Г. Бруно», как автор образовательных книг для детей.

## Философия
В своей эклектичной метафизике Фулье пытался объединить различные философские направления при помощи «метода примирения» («méthode de conciliation»). Этот метод заключается в стремлении получить единое целое путём обработки самых разнородных и на первый взгляд совершенно непримиримых между собой воззрений. Английский эволюционизм, французский позитивизм, немецкий волюнтаризм и даже платоновский идеализм объединяются им в своеобразное целое — имманентный монизм. Метафизика Фуллье является панпсихизмом, но не в виде монадологии (так как Фуллье не предполагает в основе мирового процесса никакой множественности непротяжённых и вневременных сущностей), а в виде гилозоизма (то есть одухотворения материи, где психические свойства являются как бы непосредственными атрибутами материи). Уменьшая грани между метафизикой и теорией познания, Фулье называет свою систему «метафизикой, основанной на опыте».
По Фулье, душевное состояние есть истинная сущность веществ, движущая сила свободных и в то же время закономерных событий, подлинный фактор развития, ядром которого являются воля, стремление. Основными факторами мирового процесса Фулье признаёт особые духовно-волевые состояния, «идеи-силы» (idees-forces), реализующиеся через понимание и признание их массами. Признавая огромное значение за эволюционизмом Спенсера, он в то же время осуждает в нём материалистическую непоследовательность мысли, утверждая, что сознание является не чем-то производным из предсознательных элементов, а первичным, не выводимым ни из какой комбинации частиц материи. Провозглашая за позитивистами безусловную закономерность всех явлений, Фуллье в то же время осуждает одностороннее механическое истолкование всех мировых процессов, считая, что механизм мирового процесса с психической стороны связан с теологией. Представляя мировой процесс как эволюцию множественности психических индивидуальностей, Фуллье особенно подчёркивает в духовном развитии роль воли.
Идеи Фулье являются динамическими факторами, определяющим образом влияющие как на естественные события, так и на ход исторического и культурного развития. В 1867 и 1868 гг. его труды о Платоне и Сократе были премированы академией наук.

## Социология
В социологии Фулье — умеренный органицист. Общество, согласно Фулье, есть психологический «договорный организм», не существующий независимо от индивидов. В процессе эволюции чувство общественной солидарности прогрессирует вместе с сознанием индивидов, в связи с чем возрастает зависимость развития общества от идеологических факторов, а также сознательной воли его членов. Высшая стадия эволюции понимается Фулье как полное единство социального и индивидуального в условиях развитых форм договорных отношений. По Фулье, есть три рода организмов:
- Организмы, у которых сознание смутно и рассеяно, например, суставчатые черви.
- Организмы, у которых сознание ясно и централизовано, как у высших позвоночных.
- Организмы, у которых сознание ясно и рассеяно — человеческие общества.

## Этика
Этика Фулье представляет собой попытку примирить крайности оптимизма и пессимизма на почве эволюционизма «идей-сил». Идея нравственного долга, связанного с абсолютно трансцендентной санкцией (например, с кантовскими постулатами — Бог, свобода воли и бессмертие), устраняется Фулье из этики. Сближая практический эгоизм с теоретическим эгоизмом и материализмом, Фуллье полагает, что первый логически связан с уверенностью в том, что окружающие человека вещи суть мертвые машины или по крайней мере продукты мертвой материи, с которыми он может обходиться совершенно произвольно, но окружающие нас люди не машины и не продукты косной материи, и, следовательно, было бы бессмысленно обращаться с ними, как с орудиями в наших руках. Логическим подходящим образом действия для того, кто отвергает догматизм материалистический, пантеистический и спиритуалистический, является воздержание от насилия одного человека над волей другого, поскольку воля другого не посягает на волю этого человека. Система Фуллье — не только эклектическое объединение совершенно несовместимых воззрений, но она лишена органичности и глубины. Тем не менее, сочинения Фуллье изобилуют интересными и ценными мыслями.

## Теория познания
Не делая глубокого различия между проблемами метафизики и гносеологии, Фулье не разграничивает и психологии от теории познания. Противоположение субъекта и объекта, составляющее исходный пункт сознательной жизни, вырастает на почве волевых импульсов: субъект и объект — волевое отношение; субъект — воление, не удовлетворяющееся представлением объектов, но стремящееся их модифицировать для собственных целей. Воля первичнее интеллекта: надо говорить не «Я думаю, таким образом я есть», а «Я хочу, таким образом я есть». В ощущениях есть известные свойства, которые по мере роста и развития чувственной и импульсивной деятельности человека постепенно обращают на себя внимание, как коренные особенности его психической организации. Таковы, прежде всего, интенсивность и экстенсивность ощущений.
В вопросе о происхождении пространства Фулье близко придерживается точки зрения нативизма. Фулье полагает, что отвлечённое понятие пространства вырабатывается постепенно опытным путём, но смутное чувство объёмности уже имеется в ощущениях. Третье измерение он считает первичным. Психологи, признающие основными лишь два измерения, «Смешивают процесс анализа идей с процессом, совершающимся в природе; плоскость им кажется более легко объяснимой, чем три измерения, между тем как в действительности она сама есть абстракция от первоначально объемного восприятия». Идея времени, по Фуллье, не есть нечто первичное для интеллекта, а скорее производное, зависящее от влечений и аффектов: «Время закрылось бы перед существом, которое не желало бы ничего, не тяготело бы ни к чему; время не есть форма представления, но форма влечения».
Генезис идей субстанциональности и причинности Фулье ставит в связь с активным осязанием и чувством усилия. Подвергая исследованию вопрос об эволюции законов познания, Фуллье находит, что их необходимый характер необъясним из эволюции индивидуума — никакой личный опыт не мог бы породить ассоциационных связей, отличающихся логической необходимостью. Чтобы живое существо сохранялось и развивалось, нужно, чтобы природа была действительно понятна и познаваема, а также чтобы живое существо реагировало разумным образом. В противном случае не было бы приспособления к условиям жизни и не было бы предвидения. Таким образом, без коренной функции интеллекта — отождествления и различения, опирающегося на законы тождества и противоречия — познаваемость природы, приспособление к ней, предвидение явлений были бы немыслимы. Отсутствие противоречия есть также конституциональная форма мысли и воли. Для Фулье законы тождества и противоречия — коренные функции воли («Willenskategorien»). Противоречие исключено из самой воли; закон тождества можно сформулировать так: «Я хочу то, что я хочу». С законами мышления Фулье ставит в тесную связь закон достаточного основания и закон причинности, как специальные случаи применения принципа рациональности мира.

## Психология
Фулье известен как исследователь народной психологии благодаря многим работам о душевном своеобразии европейских народов, в особенности французов.
В психологии Фуллье развивает точку зрения, называемую им «эволюционизмом идей-сил». Провозглашая тождество идей с теми движениями, которые они порождают, Фулье полагает, что он избежал спиритуалистического дуализма; признавая психическое изначальным в эволюции, а механическое — производным, абстракцией от психического, он надеется избегнуть следствий теории автоматизма. Такими путями в его системе якобы примиряются свобода и детерминизм.
Согласно Фулье, можно установить известную биомеханическую теорию чувствований, исходя из мысли Спенсера, по которой удовольствие, вообще говоря, связано с повышением жизнедеятельности, а страдание — с понижением её. Жизнедеятельность зависит от двух факторов — питания (накопления) и работы (траты); отсюда возможны четыре случая, если рассматривать отношение энергии затраченной к накопленной:
- Излишек накопления и недостаток траты (не в меру откормленный, но бездеятельный ребенок) — в итоге отрицательное страдание (неудовлетворенность).
- Увеличение траты вслед за соответствующим приростом питания (удовольствие детей при движении и игре) — в итоге положительное удовольствие.
- Приращение траты при недостаточном восстановлении (чрезмерно быстрый бег) — положительное страдание.
- Отсутствие траты, следующее за истощением — отрицательное удовольствие или покой.

Подобный же биомеханический схематизм Фуллье применяет и к вопросам характерологии.

## Произведения
- Современная идея права в Германии, в Англии и во Франции — Париж, 1878 год.
- Современная социология (1880).
- Критика современных систем морали (1883).
- Психология идей-сил (1890).
- Эволюционизм идей-сил (1890).
- Декарт (1893).
- Темперамент и характер (1895).
- Позитивистское движение и социологическая концепция мира (1896).
- Психология французского народа (1898).
- Ницше и «Аморализм» (1903).
- Психологический эскиз европейских народов (1903).
- Морализм Канта (1905).

## Публикации на русском языке
- Личность и идеи Гюйо (Введение к книге «Искусство с социологической точки зрения»). Перевод с французского под редакцией Л. Е. Оболенского. / журнал «Мир Божий», № 2, 1897, с. 25.
- История философии (Издательство С-Петербургская Электропечатня, 1901 год, перевод с последнего французского издания М. С. Моделя).
- Отрывки из сочинений великих философов — М., 1895.
- Темперамент и характер — М., 1896.
- Критика новейших систем морали — СПб., 1898.